# Cà chua lai khoai tây

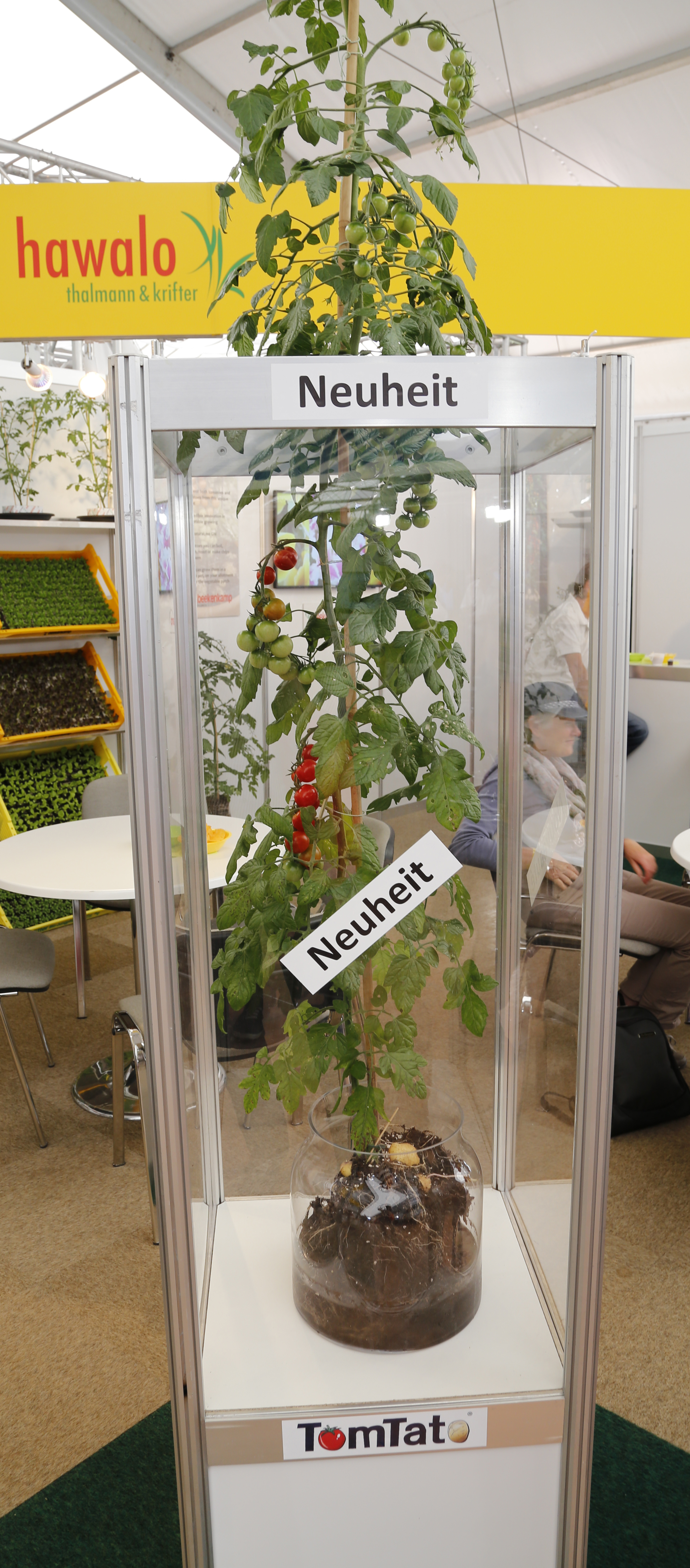
Cây cà chua lai khoai tây dưới tên thương mại "TomTato" trưng bày ở một cửa hàng ở Đức.

Cà chua lai khoai tây (tên tiếng Anh là pomato) (IPA: /pəˈmɑːtəʊ/, tiếng Việt: pô-ma-tâu) là một loại cây nhân tạo (do người tạo ra) bằng cách lai ghép khoai tây (potato) với cà chua (tomato). Cây này có quả cà chua mọc trên thân, còn củ khoai tây hình thành từ rễ của cùng cây đó mọc trong đất. Cây này còn được gọi bằng nhiều tên khác: tomtato, topato.

## Lược sử
Ý tưởng lai khoai tây với cà chua để tạo ra một loại cây có cả hai sản phẩm thường dùng trong rất nhiều gia đình trên thế giới (quả cà chua và củ khoai tây) đã được phát triển đầu tiên vào năm 1930 bởi Oscar Soderholm ở Worcester, mà ông gọi là "tomapotato". Mặc dù cây lai phát triển tốt, nhưng lại không cho ra sản phẩm mong đợi. Sau đó vào năm 1977 tại Viện Sinh học phát triển Max Planck ở Tübingen tại Đức và nhất là vào năm 1994, Viện nghiên cứu nhân giống cây trồng Max Planck ở Cologne tại Đức (Max Planck Institute for Plant Breeding Research) đã tạo thành công loại cây có đủ hai loại sản phẩm mong đợi này là quả cà chua và củ khoai tây.
Khoai tây (Solanum tuberosum L.) và cà chua (Solanum lycopersicum L.) là hai loài khác nhau, nhưng cùng thuộc chi Solanum của họ Cà (Solanaceae), do đó việc lai ghép chúng có ít nhiều thuận lợi. Việc lai ghép ban đầu nói trên thực chất là phương pháp ghép cây cổ điển, trong đó cà chua là cành ghép còn khoai tây làm gốc ghép, nhờ đó tiết kiệm không gian trong vườn hay trên đồng ruộng.
Tuy nhiên, việc sản xuất cây giống này theo phương pháp kinh điển này là khó và lâu, nên có nhiều nhà khoa học đã tạo sản phẩm tương tự bằng công nghệ tế bào hiện đại, gọi là phép lai xôma (Somatic fusion hay Somatic Cell Hybridization).

## Ích lợi
- Khoai tây là cây lương thực quan trọng thứ tư trên thế giới (sau lúa, lúa mì và ngô), ước tính đến năm 2020 thì hơn hai tỷ người trên thế giới sẽ phụ thuộc vào khoai tây vì lấy nó làm thực phẩm hoặc thu nhập.[9] Còn cà chua có tầm quan trọng toàn cầu với sản lượng hàng năm là 170 triệu tấn (FAO, 2014).[10]
- Cây cà chua lai khoai tây giúp sản xuất lương thực hiệu quả hơn, vì chúng tối đa hóa lượng cây trồng có thể được sản xuất trên một mảnh đất hoặc trong một môi trường đô thị nhỏ như sân thượng hay ban công của một nhà.
- Ngoài ra, cây lai ghép có thể cải thiện khả năng kháng vi khuẩn, kháng vi rút và nấm, thu hút một nhóm động vật thụ phấn đa dạng hơn và cung cấp một dạng cây cảnh tinh tế.
- Trong thương mại, loài cây ghép này đã ra mắt tại Vương quốc Anh vào tháng 9 năm 2013 bởi công ty Thompson & Morgan, với nhãn hiệu là "TomTato". Vườn ươm Incredible Edible ở New Zealand đã công bố "DoubleUP Potato Tom" trong cùng tháng.[11]

## Đặc điểm di truyền
Có hai loại cây cà chua lai khoai tây khác nhau hoàn toàn về mặt di truyền học: cây lai do ghép sinh dưỡng và cây lai xôma.
Bình thường, khoai tây có bộ nhiễm sắc thể n = 12 nhiễm sắc thể, bộ gen đơn bội có kích thước xấp xỉ 840 Mb. Còn cà chua thông thường cũng có bộ nhiễm sắc thể n = 12 nhiễm sắc thể, với bộ gen khoảng 950Mb. Các cây trồng hai loài này thường là thể tứ bội (khoai tây 4n = 46), hoặc lưỡng bội (cà chua 2n = 24).
- Cây cà chua lai khoai tây được tạo ra bằng cách ghép cành cà chua lên gốc khoai tây thực chất là một loại cây ghép tạo ra qua phương pháp lai sinh dưỡng kinh điển. Trong trường hợp này, bộ lá cà chua quang hợp, còn bộ rễ khoai tây hút nước, khoáng để nuôi chung cả cây lai, mà tính di truyền của mỗi loài ban đầu không thay đổi: Khoai tây (Solanum tuberosum L.) có bộ nhiễm sắc thể 4n = 48 và cà chua (Solanum lycopersicum L.) có bộ nhiễm sắc thể 2n = 24.
- Trong trường hợp cây cà chua lai khoai tây được tạo ra bằng cách lai xôma thì cây này là một loài nhân tạo mới, tế bào của nó chứa hệ gen của cả hai loài ban đầu trên hai bộ nhiễm sắc thể khác nhau (2n1 + 2n2), gọi là dị đa bội, giống như loài cải bắp lai cải củ.